# Veliki pupek
Veliki pupek (znanstveno ime Triturus carnifex) je vrsta pupka iz družine Salamandridae, ki je domorodna tudi v Sloveniji.

## Opis
Odrasli veliki pupek doseže v dolžino povprečno do 8 cm, izjemoma pa lahko doseže tudi do 25 cm v dolžino in je tako največja vrsta pupkov v Evropi. Kot vsi pupki ima tudi veliki pupek bočno sploščen rep. Trebuh je rumeno oranžen in ima značilen vzorec nepravilno oblikovanih temnih pik. Je edina vrsta pupkov v Sloveniji, ki ima temno obarvano grlo, ki je posuto s svetlejšimi pikami. Zaušesne žleze na zatilju so slabo vidne. Za pupke značilna spolna dvoličnost se najbolj kaže v obdobju parjenja predvsem na hrbtu, ko se pri odraslih samcih pojavi kožnat, visok in izrazito nazobčan hrbtni greben. Rep dobi pri samcih v času parjenja srebrno belo vzdolžno progo. Samice in mladi osebki nimajo hrbtnega grebena, pogosto pa pri njih vzdolž hrbta poteka neprekinjena rumena proga. Veliki pupki prezimujejo na kopnem, kjer se običajno zakopljejo v zemljo. V vode prihajajo konec februarja ali v začetku marca in v vodi ostanejo večinoma do junija, ponekod pa tudi vse do jeseni. Parjenje se začne zgodaj spomladi. Samice po oploditvi odložijo okoli 200 posamičnih jajčec. Vsako jajčece samica ovije v list plavajoče ali potopljene vodne rastline. Ličinke se izležejo konec aprila in se pri velikosti okoli 7 cm, običajno konec poletja ali v začetku jeseni, preobrazijo. Veliki pupek običajno spolno dozori pri 2 letih starosti.

## Razširjenost
Veliki pupek se zadržuje v občasnih in stalnih, stoječih ali počasi tekočih vodah ter močvirjih in barjih. Zadržuje se le v tistih vodah, ki imajo poleg ustrezne vode tudi ustrezen kopenski habitat, med katere sodijo travišča in grmovje, v katere se lahko skrijejo odrasli osebki. Razširjen je po Albaniji, Avstriji, Bosni in Hercegovini, Češki, Črni gori, Grčiji, Hrvaški, Italiji, Madžarski, Makedoniji, Nemčiji, Nizozemski, Sloveniji, Srbiji in Švici. Ogroža ga krčenje naravnega okolja in je zaradi tega v Sloveniji uvrščen na Seznam zavarovanih živalskih vrst v Sloveniji.